# Łukasz Żygadło
Łukasz Tomasz Żygadło (ur. 2 sierpnia 1979 w Sulechowie) – polski siatkarz, grający na pozycji rozgrywającego. Reprezentant Polski. Olimpijczyk z Londynu 2012.

## Życiorys
W wieku 14 lat przeniósł się do Częstochowy, gdyż zdał do Technikum Elektronicznego. Absolwent z tytułem magistra na Wydziale Zarządzania Politechniki Częstochowskiej. Jego żoną jest modelka Agnieszka Żygadło. W latach 2023-2025 był dyrektorem sportowym klubu Exact Systems Hemarpol Częstochowa, grającego w najwyższej klasie rozgrywkowej w Polsce w PlusLidze. Od sezonu 2025/2026 został prezesem częstochowskiej drużyny.

## Kariera

### Kariera klubowa
Karierę siatkarską rozpoczął w Orionie Sulechów, z którego w wieku 15 lat przeniósł się do klubu AZS Częstochowa. Pierwszy raz powołany do Reprezentacji Kadetów prowadzonej przez Ireneusza Mazura w 1994 roku. Uczęszczał do Szkoły Mistrzostwa Sportowego w Rzeszowie. Powrócił do AZS Częstochowa w sezonie 1997/1998 i kontynuował grę w AZS Częstochowa do 2001 roku zdobywając wszystkie poszczególne tytuły Mistrzostw Polski wraz z Pucharem Polski. W kolejnych latach kontynuował grę w klubach Nordea Czarni Radom, Skra Bełchatów i Polska Energia Sosnowiec, z którym w 2004 roku zdobył Puchar Polski i nagrodę Najlepszego Rozgrywającego Pucharu Polski. Z Sosnowca przeniósł się do greckiego Panathinaikosu Ateny. Reprezentował również turecki klub Halkbank Ankara, rosyjski Dynamo-Jantar Kaliningrad i włoski Itas Diatec Trentino, z którym wygrał Ligę Mistrzów w Łodzi i otrzymał nagrodę Najlepszego Rozgrywającego Ligi Mistrzów. W lidze włoskiej był wielokrotnie nagradzany statuetkami MVP meczu.
W sezonie 2012/2013 przeniósł się do rosyjskiego klubu Fakieł Nowy Urengoj, by po roku gry w nim zostać zawodnikiem innego rosyjskiego zespołu – Zenit Kazań.
6 października 2013 roku, podczas treningu w swoim nowym klubie Zenicie Kazań doznał poważnej kontuzji skręcenia stawu skokowego, pęknięcie kości i zerwania więzadeł w stopie, która wykluczyła go z gry do końca sezonu 2013/2014. Wtedy krew nie dochodziła mu do stopy, gdyby nie szybka interwencja lekarska, groziła mu nawet amputacja nogi. Przeszedł dwie operacje i kilkumiesięczną rehabilitację we Włoszech. Ostatecznie powrócił do treningu w marcu 2014.
W maju 2014 za porozumieniem stron, został rozwiązany dwuletni kontrakt z Zenitem Kazań. W lipcu 2014 podpisał kontrakt z włoskim klubem Itas Diatec Trentino, w którym występował w latach 2008–2012. W sezonie 2014/2015 wywalczył mistrzostwo Włoch.
W lipcu 2015 roku Łukasz zdecydował się opuścić włoski klub i podpisał kontrakt z nowo powstałym klubem Sarmajeh Bank Teheran. 14 marca 2016, przy stanie rywalizacji (Sarmajeh Bank – Pajkan 2:3 i 3:0) i zmianie reguły rozgrywania finału po dwóch rozegranych meczach (ostatecznie finał rozgrywany do 2 zwycięstw), Irańska Federacja Piłki Siatkowej przyznała klubowi Sarmajeh Bank Teheran tytuł mistrzowski, argumentując swoją decyzję brakiem możliwości uczestnictwa ich przeciwnika drużyny Pajkan Teheran w trzeciej decydującej partii. Łukasz Żygadło był jednym z ważniejszych zawodników występujących w lidze irańskiej w sezonie 2015/2016, i jednym z najlepszych na swej pozycji.
31 sierpnia 2016 w finale Klubowych Mistrzostw Azji rozgrywanych w Naypyidaw, Mjanma zespół Łukasza Żygadło Sarmajeh Bank Teheran pokonał z wynikiem 3:1 katarską drużynę Al-Arabi, której barw bronili  Leandro Vissotto Neves i Uroš Kovačević.
12 marca 2017 w drugim meczu finału rozgrywanego do dwóch zwycięstw Sarmajeh Bank Teheran pokonał w finale ligi irańskiej Pajkan Teheran z wynikiem 3:0 (pierwszy mecz wygrany 3:2) zdobywając tym samym drugie z rzędu Mistrzostwo Iranu. Żygadło tym samym został pierwszym zawodnikiem, obcokrajowcem, który zdobył w lidze irańskiej więcej niż jedno mistrzostwo tego kraju.
6 lipca 2017 zdobył wraz z Sarmajeh Bank Teheran, po raz drugi Mistrzostwo Klubowe Azji, które odbyły się w Wietnamie i otrzymał nagrodę dla najlepszego rozgrywającego turnieju.
Od 14. kolejki PlusLigi (2024/2025) dołączył awaryjnie do zespołu Steam Hemarpol Norwid Częstochowa z powodu kontuzji amerykańskiego rozgrywającego Quinna Isaacsona na mecz z Treflem Gdańsk. 8 grudnia 2024 roku w 15. kolejce PlusLigi (2024/2025) został najstarszym zawodnikiem, który zagrał w meczu w polskiej lidze. Siatkarz miał dokładnie 45 lat, 4 miesiące i 6 dni. Poprzedni rekord należał do rozgrywającego Jarosława Macionczyka, który również grał w PlusLidze w wieku 45 lat.

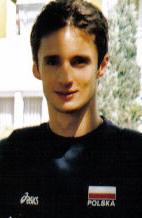
Łukasz Żygadło reprezentantem Polski w 2007 roku

### Kariera reprezentacyjna
Od 2000 roku sukcesywnie powoływany do Reprezentacji Polski Seniorów w Piłce Siatkowej na mecze w ramach Ligi Światowej, Mistrzostw Europy i Mistrzostw Świata. Na mistrzostwach Europy w 2005 był pierwszym rozgrywającym, na których Reprezentacja Polski zajęła V miejsce. 3 grudnia 2006 roku zdobył wraz z polską kadrą wicemistrzostwo świata w Japonii.
W dniu 5 lipca 2010 roku zawiesił on swoją reprezentacyjną karierę. W specjalnym oświadczeniu wyjaśniał on, że głównymi powodami zawieszenia reprezentacyjnej kariery, był brak treningów rozegrania i brak czynnego konkurowania o pozycje w składzie, co zmusiło go w obecnym momencie do zrezygnowania z powołania kadrowego. 31 marca 2011 roku został powołany do kadry narodowej przez trenera Anastasiego U trenera Anastasiego był pierwszym rozgrywającym Reprezentacji Polski. Od 2011 roku wraz z Reprezentacją Polski zdobył brązowy medal Ligi Światowej, brązowy medal Mistrzostw Europy, srebrny medal Pucharu Świata w Japonii, gdzie drugie miejsce zagwarantowało Polakom występ na Igrzyskach Olimpijskie w Londynie. W 2012 roku wraz z Reprezentacją Polski zdobył złoty medal Ligi Światowej, w której w finale Polacy zmierzyli się z reprezentacją Stanów Zjednoczonych, z Mistrzami Olimpijskimi z 2008 roku. Uczestnik Igrzysk Olimpijskich w Londynie 2012.

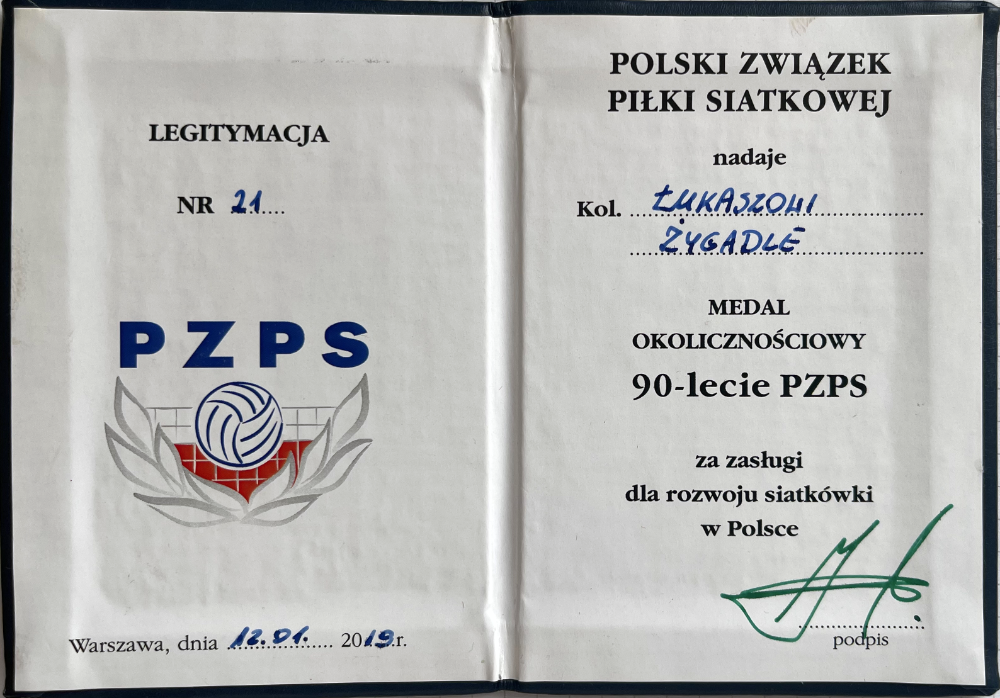
Legitymacja wydana w związku z przyznaniem Medalu 90-lecia Polskiego Związku Piłki Siatkowej za szczególne zasługi dla rozwoju siatkówki w Polsce

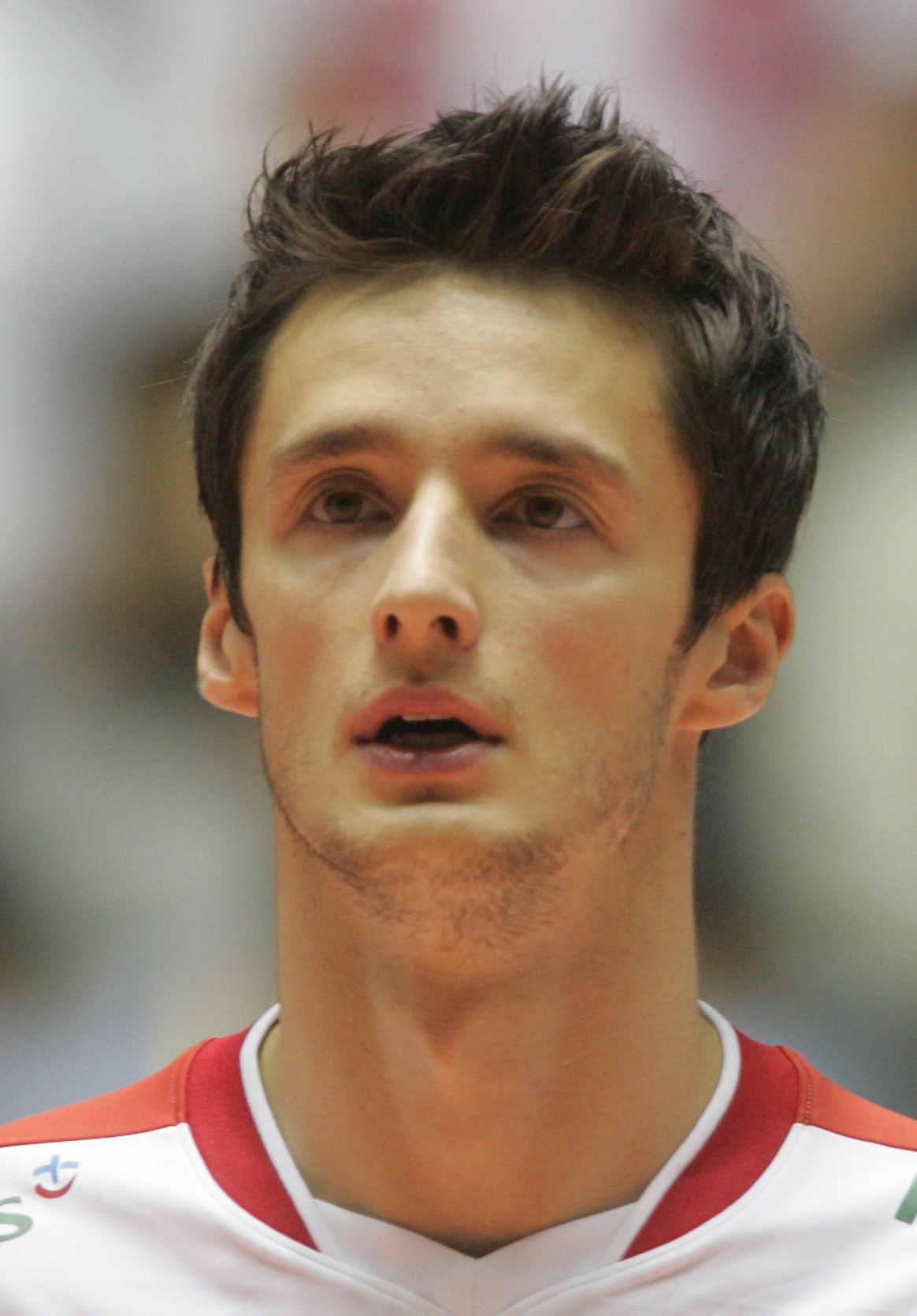
Łukasz Żygadło w 2006 roku

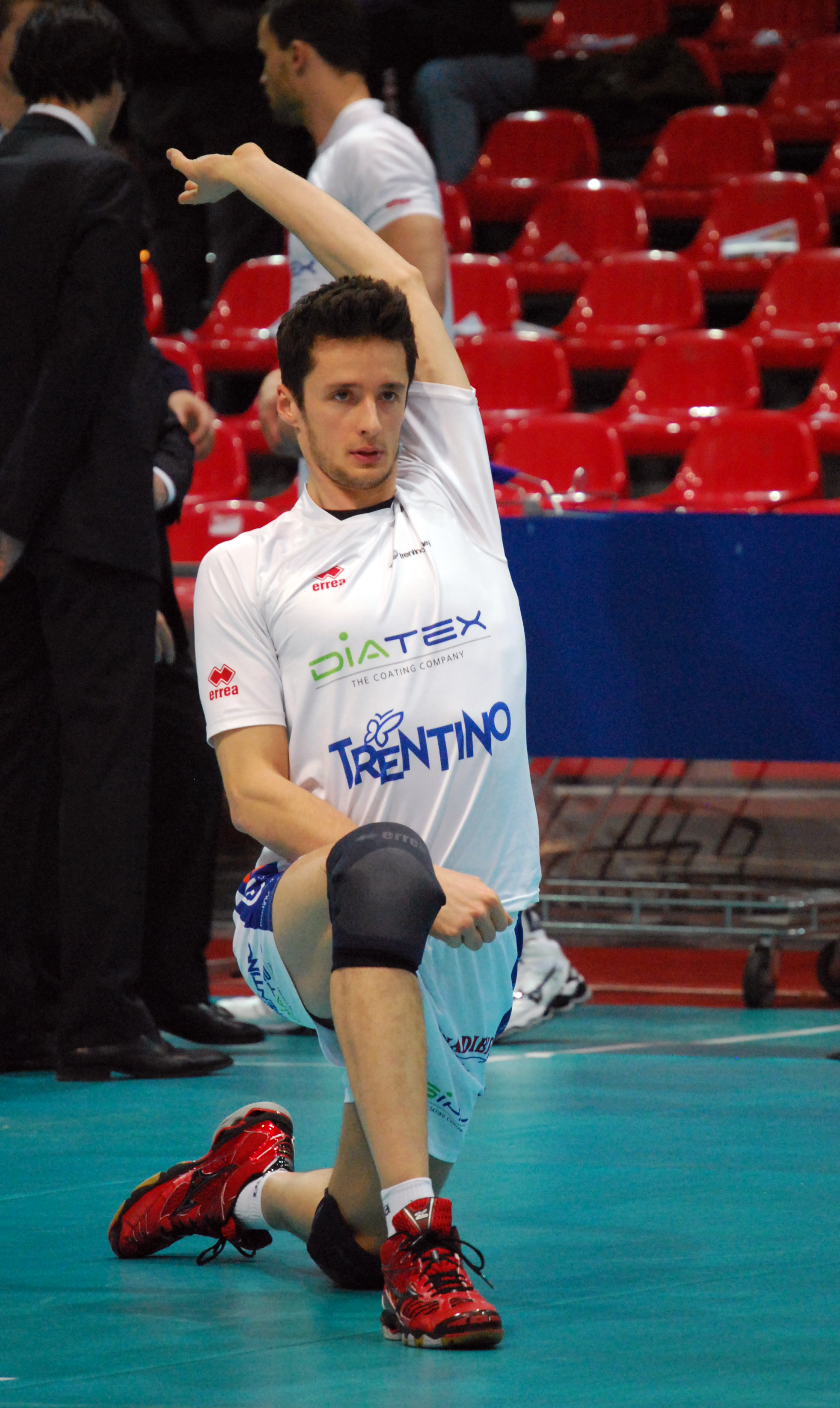
Łukasz Żygadło zawodnikiem Itasu Diatec Trentino w sezonie 2010/2011

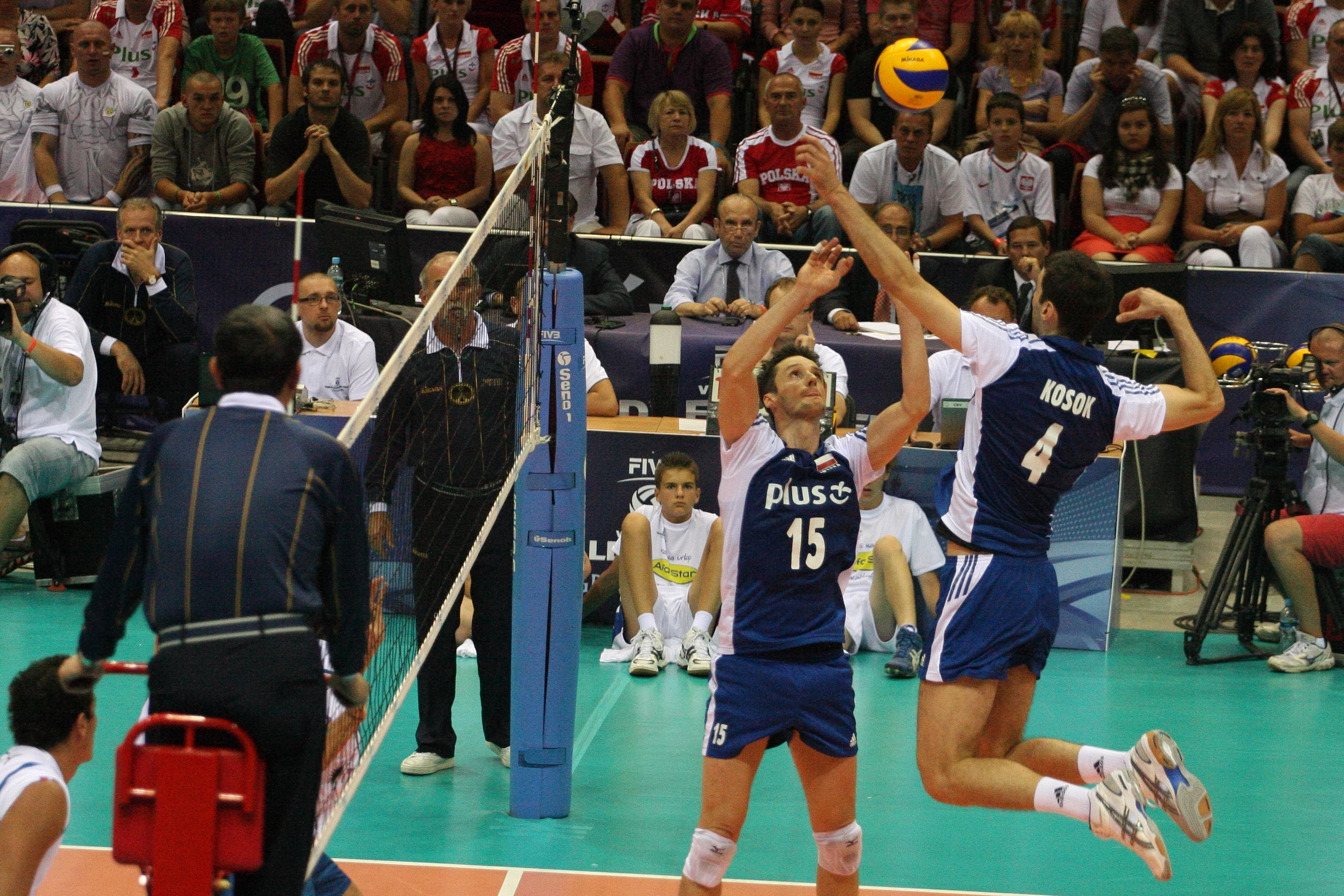
Łukasz Żygadło podczas turnieju finałowego Ligi Światowej 2011

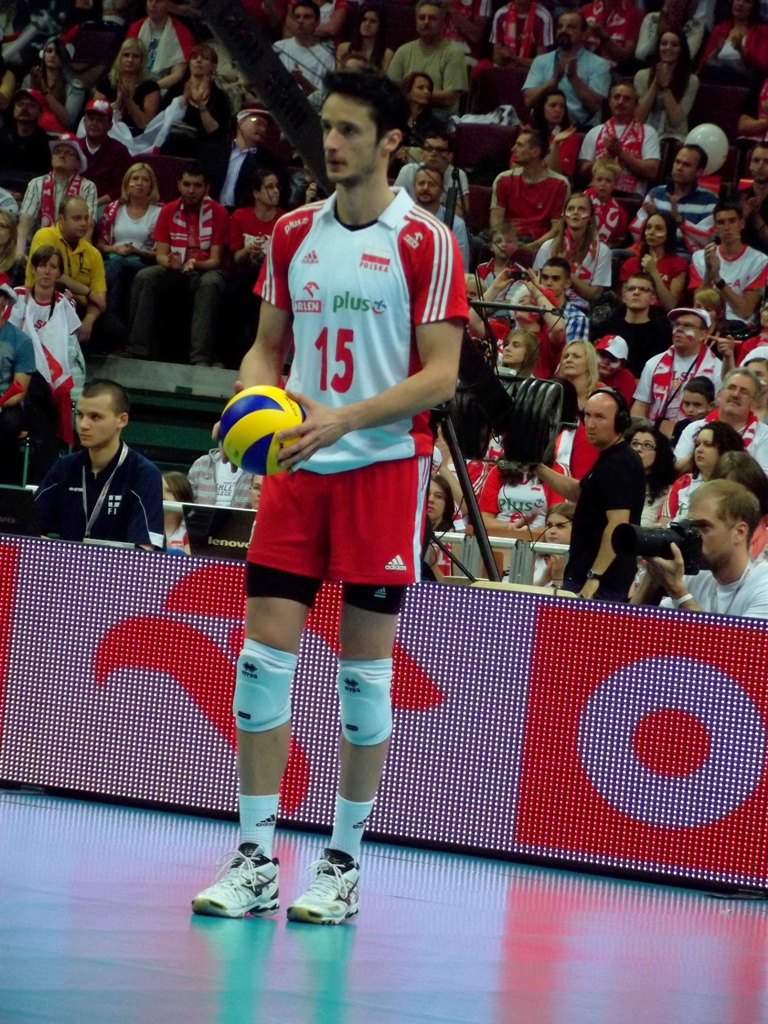
Łukasz Żygadło w Lidze Światowej 2012

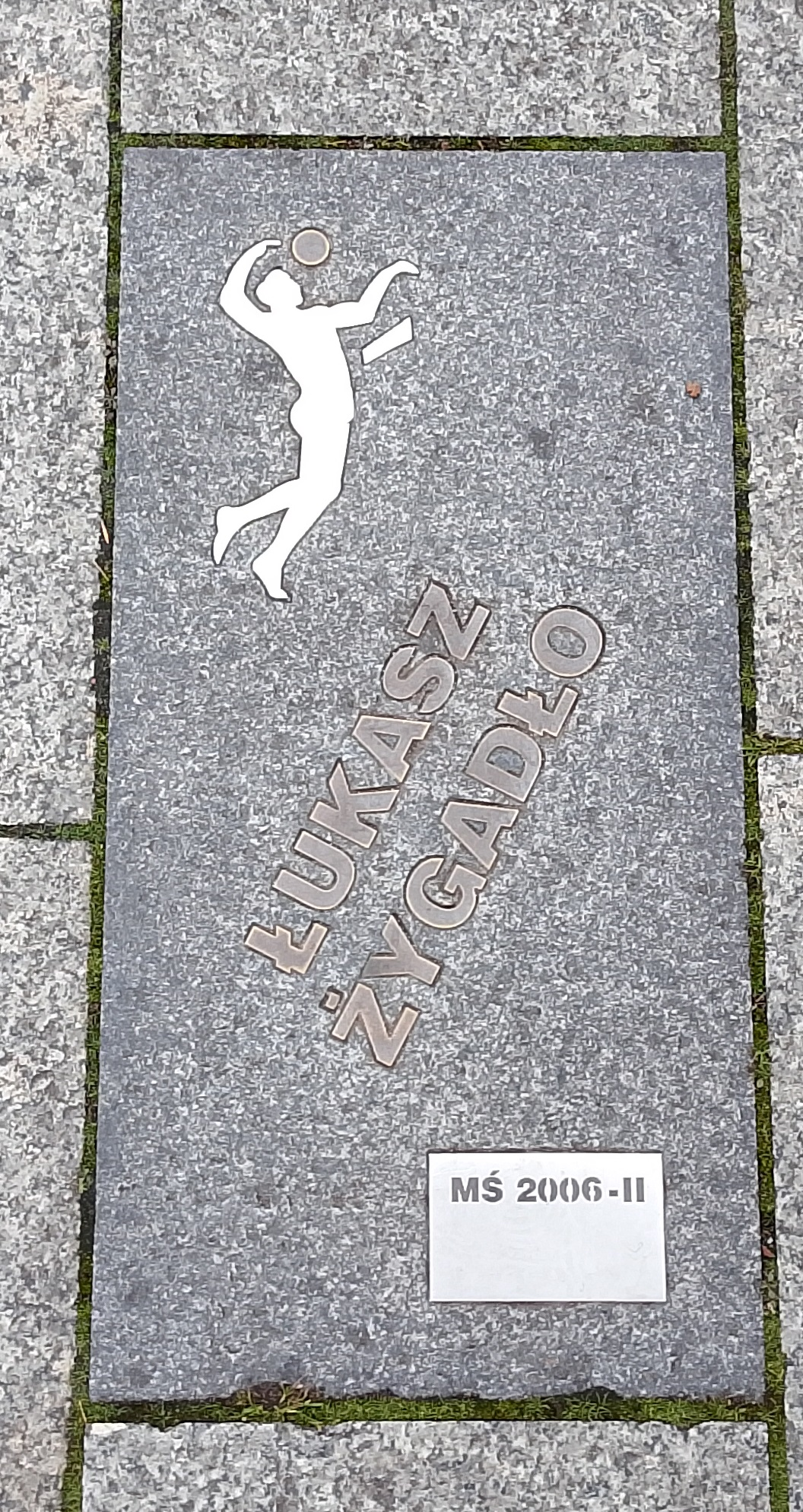
Tablica w Siatkarskiej Alei Gwiazd w Bełchatowie

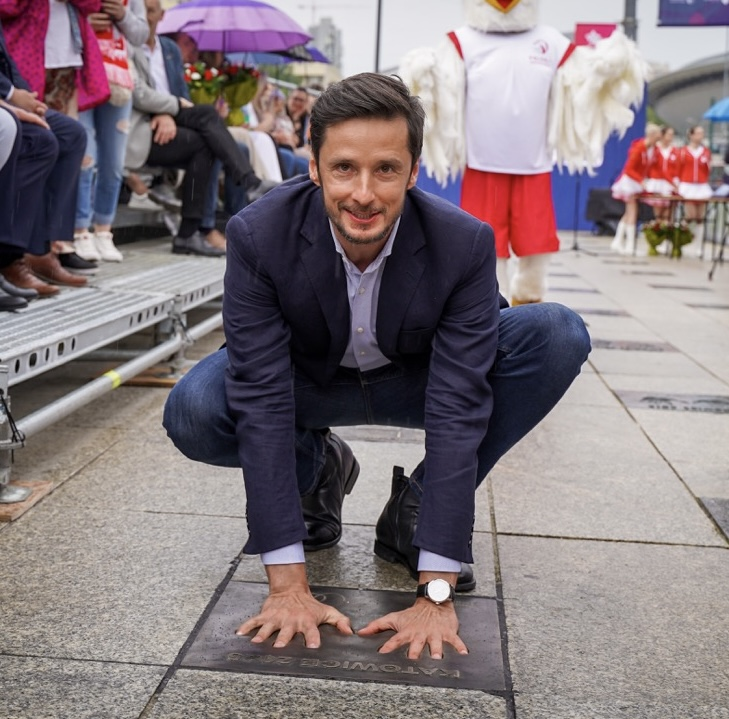
Łukasz Żygadło wziął udział w ceremonii odciśnięcia dłoni w Alei Gwiazd Siatkówki w Katowicach

12 stycznia 2019 roku, podczas uroczystej gali z okazji 90-lecia Polskiego Związku Piłki Siatkowej, Łukasz Żygadło został uhonorowany medalem okolicznościowym za zasługi dla rozwoju siatkówki w Polsce. Wyróżnienie to przyznano w uznaniu jego wieloletniego wkładu w sukcesy reprezentacji narodowej oraz osiągnięcia na arenie międzynarodowej, które przyczyniły się do promocji polskiej siatkówki na świecie.
W 2025 roku Łukasz Żygadło został uhonorowany Złotą Odznaką „Za Zasługi dla Sportu”, najwyższym wyróżnieniem przyznawanym przez Ministerstwo Sportu i Turystyki za co najmniej 30 lat działalności w obszarze sportu. Odznaczenie zostało uroczyście wręczone podczas gali 25-lecia PlusLigi, w gronie osób szczególnie zasłużonych dla polskiej siatkówki.
28 maja 2025 roku Łukasz Żygadło został uhonorowany poprzez odsłonięcie swojej tablicy w Alei Gwiazd Siatkówki w Katowicach. Uroczystość odbyła się przy alei Korfantego, w pobliżu katowickiego Spodka, i była częścią wydarzeń towarzyszących turniejowi Silesia Cup. Wraz z Żygadłą uhonorowani zostali również: Nikola Grbić, Raul Lozano, Łukasz Kaczmarek, drużyna mistrzyń Europy z lat 2003 i 2005 oraz koncern Orlen.

## Sukcesy młodzieżowe
Mistrzostwa Polski Kadetów:
- 1995
- 1996

Mistrzostwa Polski Juniorów:
- 1996, 1998

## Sukcesy klubowe
Puchar Polski:
- 1998, 2004

Liga polska:
- 1999
- 2000
- 2001

Liga grecka:
- 2005

Liga turecka:
- 2006

Liga Mistrzów:
- 2009, 2010, 2011
- 2012

Liga włoska:
- 2011, 2015
- 2009, 2010, 2012

Klubowe Mistrzostwa Świata:
- 2009, 2010, 2011

Puchar Włoch:
- 2010, 2012

Superpuchar Włoch:
- 2011

Puchar CEV:
- 2015

Liga irańska:
- 2016, 2017, 2018

Klubowe Mistrzostwa Azji:
- 2016, 2017

Liga katarska:
- 2021

## Sukcesy reprezentacyjne
Mistrzostwa Europy Kadetów:
- 1995, 1997

Mistrzostwa Świata:
- 2006

Liga Światowa:
- 2012
- 2011

Mistrzostwa Europy:
- 2011

Puchar Świata:
- 2011

## Nagrody indywidualne
- 2004: Najlepszy rozgrywający turnieju finałowego Pucharu Polski
- 2006: Najlepszy rozgrywający ligi tureckiej w sezonie 2005/2006
- 2010: Najlepszy rozgrywający turnieju finałowego Ligi Mistrzów
- 2011: Najlepszy rozgrywający fazy interkontynentalnej Ligi Światowej
- 2017: Najlepszy rozgrywający Klubowych Mistrzostw Azji

## Odznaczenia
- 2006: Złoty Krzyż Zasługi – 6 grudnia[15]
- 2009: Odznaczenie dla Honorowego Mieszkańca włoskiego miasta Trydent (Itas Diatec Trentino)
- 2025: Złota Odznaka „Za Zasługi dla Sportu”, najwyższe wyróżnienienie przyznawane przez Ministerstwo Sportu i Turystyki za co najmniej 30 lat działalności w obszarze sportu.

## Statystyki Zawodnika
| Impreza                               | Punkty z ataku | Punkty z bloku | Asy serwisowe | Suma |
| Liga Światowa 2006                    | 1              |                |               | 1    |
| Liga Światowa 2007                    | 3              | 3              | 4             | 10   |
| Liga Światowa 2008                    | 1              | 3              |               | 4    |
| Liga Światowa 2010                    | 2              | 2              | 1             | 5    |
| Liga Światowa 2011                    | 10             | 15             | 3             | 28   |
| Mistrzostwa Europy 2011               | 9              | 4              |               | 13   |
| Puchar Świata 2011                    | 1              | 5              | 6             | 12   |
| Liga Światowa 2012                    | 10             | 15             | 2             | 27   |
| Memoriał Huberta Jerzego Wagnera 2012 | 1              | 2              | 3             | 6    |
| Igrzyska Olimpijskie 2012             | 2              | 5              |               | 7    |
| Liga Światowa 2013                    | 5              | 16             | 1             | 22   |